# إيبه (هولندا)
إيبه Epe  هي مدينة وبلدية بمقاطعة خيلدرلند، هولندا.

## طوبوغرافيا
خريطة طوبوغرافية هولندية لبلدية إيبه، يونيو 2015، (تقرأ بعد ثلاث نقرات على الخريطة).

## توأمة
لإيبه (هولندا) اتفاقيات توأمة مع:
- غروناو